# Kaia Iva

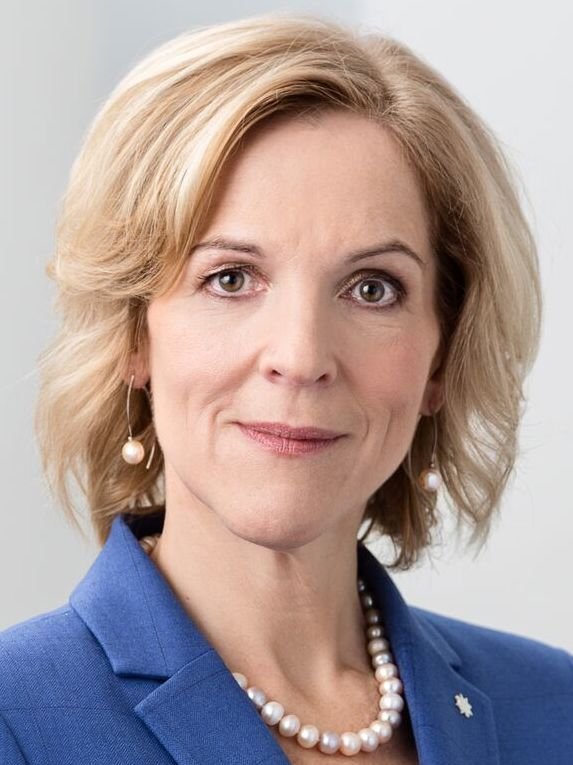
Kaia Iva (2017)

Kaia Iva (* 28. April 1964 in Türi, Estnische SSR; † 2. November 2023) war eine estnische Politikerin. Von 2016 bis 2019 war sie Sozialministerin der Republik Estland. Sie gehörte der konservativen Partei Isamaa von 1999 bis 2019 an.

## Leben
Kaia Iva schloss 1981 die Schule in Nõo ab. Bis 1986 studierte sie am Pädagogischen Institut Tallinn (heute Universität Tallinn) Mathematik und Physik auf Lehramt. Anschließend war sie zunächst als Lehrerin in Türi tätig, bevor sie in die Privatwirtschaft wechselte.

### Politik
1999 trat Iva der Partei Isamaaliit bei, die später zur Isamaa ja Res Publica Liit (ab 2018 Isamaa) wurde. Von 2002 bis 2005 war sie Oberbürgermeisterin der Stadt Türi. Von 2005 bis 2007 gehörte sie dem Gemeinderat von Türi an.
Von 2007 bis 2015 war Kaia Iva Mitglied des estnischen Parlaments (Riigikogu) und von 2011 bis 2015 Fraktionsvorsitzende der Isamaa. Bei der Parlamentswahl 2015 verpasste sie den Wiedereinzug in den Riigikogu. Sie war anschließend als Leiterin eines Kindergartens in ihrer Heimatstadt Türi tätig. Ab 23. November 2016 war Kaia Iva Sozialministerin der Republik Estland in der Koalitionsregierung unter Ministerpräsident Jüri Ratas. Im Jahr 2017 trat sie erfolglos als Kandidatin für den Parteivorsitz der Isamaa an. Sie gehörte der Regierung bis zu deren Ablösung durch das Kabinett Ratas II am 29. April 2019 an.
Im Januar 2020 wurde bekannt, dass sie die Isamaa Ende 2019 verlassen hat, da sie u. a. die von der Partei mitgetragene Rentenreform nicht gut hieß. Sie plante für die Folgezeit, sich als Parteilose auf die Lokalpolitik in Türi zu konzentrieren.

### Privates
Kaia Iva war verheiratet und hatte drei Kinder.